# Parc provincial Sandbar Lake
Le parc provincial Sandbar Lake (anglais : Sandbar Lake Provincial Park) est un parc provincial de l'Ontario situé à 11 km au nord de Ignace.

## Faune
La faune mammalienne est représentative de la forêt boréale. Le parc est fréquenté de l'orignal, l'ours noir, le loup gris, le lynx du Canada, le pékan, l'écureuil roux, le lièvre d'Amérique, la loutre de rivière et le castor du Canada.